# Excitabilidade celular
Excitabilidade celular é uma propriedade comum às matérias vivas, caracterizadas pela resposta ativa à estimulação.
É a capacidade de reagir aos estímulos do ambiente como luz, som, calor, eletricidade, movimentos, concentração de gases, hormônios, etc.
O crescimento das raízes dos vegetais sempre em direção ao solo; o fechamento das folhas da sensitiva quando é tocada; o fechamento dos olhos diante de uma luz forte, são exemplos de excitabilidade.